# Pivovar Kozolupy

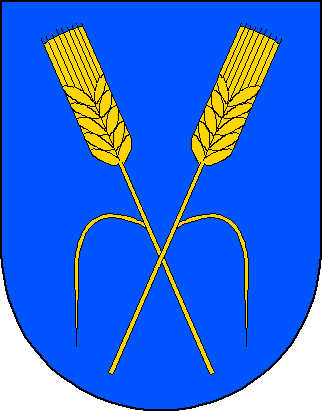
Kozolupy znak

Pivovar Kozolupy stával v areálu zámku v obci Kozolupy.

## Historie
Pivovar byl postaven před rokem 1700. O další historii existuje velmi málo zpráv. Provoz byl ukončen v roce 1850. V roce 1945 byl zámek při dubnovém bombardování Plzně zasažen pumou, poškozen a již nebyl opraven. Krátce poté pravděpodobně zanikl také pivovar.
Protože už neexistuje zámek ani pivovar, je těžké přesně určit, kde se nacházel. Do dnešních dnů se pravděpodobně zachovala stáčírna, později přeměněná na konírny. Dnes je zde rodinný domek. V polovině 70. let 20. století byly při rozšiřování a opravování silnice zasypány sklepy pivovaru. 